# Liliana Ross
Liliana Piera Marina Brescia Clerici, mais conhecida como Liliana Ross (Génova, 30 de março de 1939 - Santiago de Chile, 10 de junho de 2018), foi uma atriz, diretora, dramaturga e produtora teatral chilena.

## Carreira
Reconhecida por seus papéis nas telenovelas A colorina (1977), A torre 10 (1984), A intrusa (1989), Amor a domicílio (1995), Rossabella (1997), Machos (2003), Tentación (2004), Cúmplices (2006) e Coração de María (2007), e nas minisséries Martín Rivas (1979) e Uma família feliz (1982).

## Vida pessoal
Em 1963 casou com o diretor Hugo Miller, com quem teve três filhas: Daniela, Vanessa e Moira. Enviuvando em 1997. Posteriormente, em 2003, casou novamente com o produtor teatral Raoul Pinno.
Faleceu em 10 de junho de 2018, aos 79 anos.

## Filmografia

### Cinema
| Filmes | Filmes                 | Filmes                | Filmes                              |
| Ano    | Título                 | Papel                 | Director                            |
| ------ | ---------------------- | --------------------- | ----------------------------------- |
| 1970   | O livro de Jacob       | Ornella               | Orlin Corey                         |
| 1975   | A pérgola das flores   | Cantor                |                                     |
| 1998   | Gringuito              | Teresa "Teté"         | Sergio Castilla                     |
| 1999   | Last Call              | Rosemary Kendall      | Christine Lucas                     |
| 2003   | Cesante                | Mulher de classe alta | Ricardo Amunátegui                  |
| 2004   | Mulheres infieles      | Teresa Via            | Rodrigo Ortúzar                     |
| 2005   | A festa do 35          | Helga                 | Jorge Fried                         |
| 2006   | Vermelho intenso       | Mãe de Laura          | Javier Elorrieta                    |
| 2011   | Que pena teu casamento | Anavelia Smith        | Nicolás López                       |
| 2012   | Que pena tua família   | Anavelia Smith        | Nicolás López                       |
| 2014   | Mamãe já cresci        | Amelia Flores         | Sebastián Badilla e Gonzalo Badilla |
| 2016   | Velhos amores          | Ela mesma             | Glória Laso                         |

### Telenovelas
| Teleseries | Teleseries        | Teleseries                    | Teleseries  |
| Ano        | Teleserie         | Papel                         | Canal       |
| ---------- | ----------------- | ----------------------------- | ----------- |
| 1977       | La Colorina       | Luciana Álvarez "La Colorina" | TVN         |
| 1979       | Martín Rivas      | Doña Engracia                 | TVN         |
| 1982       | Uma família feliz | Ana Altamira                  | Canal 13    |
| 1983       | As herdeiras      | Fernanda                      | Canal 13    |
| 1983       | Bianca Vidal      | Sofía de Rinaldi              | Televisa    |
| 1984       | A represa         | Solidão                       | TVN         |
| 1984       | A torre 10        | Loreto Mena                   | TVN         |
| 1987       | A última cruz     | Antonia Zazar                 | Canal 13    |
| 1989       | A intrusa         | Branca Tropero                | Canal 13    |
| 1990       | Acerca-te mais    | Raquel Olivares               | Canal 13    |
| 1991       | Elas por elas     | Marta                         | Canal 13    |
| 1992       | Fácil de amar     | Yasna                         | Canal 13    |
| 1994       | Champaña          | Eleonora Camargo              | Canal 13    |
| 1994       | Top Secret        | Sonia Díaz                    | Canal 13    |
| 1995       | Amor a domicílio  | Silvia Risopatrón             | Canal 13    |
| 1996       | Adrenalina        | Elvira Jordán                 | Canal 13    |
| 1997       | Rossabella        | Gina Mora                     | Mega        |
| 1998       | A todo dar        | Yasna Fontes                  | Mega        |
| 1999       | Algo está a mudar | Glória Risopatrón             | Mega        |
| 2001       | Pele canela       | Graça                         | Canal 13    |
| 2003       | Machos            | Valentina Fernandez           | Canal 13    |
| 2004       | Tentación         | Sofía Stewart                 | Canal 13    |
| 2006       | Cúmplices         | Martita Fuenzalida            | TVN         |
| 2006       | Disparejas        | Elena Catalão                 | TVN         |
| 2007       | Coração de María  | Leonor Bustamante             | TVN         |
| 2011       | Maldita           | Antonia Rosetti               | Mega        |
| 2012       | Amor bravío       | Ágatha Deita                  | Televisa    |
| 2012       | A sexóloga        | Mabel Pamplona                | Chilevisión |